# Erkka Petäjä
Erkka Petäjä (ur. 13 lutego 1964 w Turku) – piłkarz fiński grający na pozycji obrońcy. W swojej karierze rozegrał 84 mecze w reprezentacji Finlandii.

## Kariera klubowa
Karierę piłkarską Petäjä rozpoczął w klubie Turun Palloseura. W 1980 roku awansował do kadry pierwszego zespołu i w tamtym sezonie zadebiutował w nim w pierwszej lidze fińskiej. W TPS grał do końca 1984 roku.
W 1985 roku Petäjä przeszedł do szwedzkiego zespołu Östers IF. W 1988 roku spadł z nim z pierwszej do drugiej ligi szwedzkiej. W Östers występował do końca 1991 roku. Na początku 1992 roku Fin został zawodnikiem Helsingborgs IF, a w połowie roku odszedł do Malmö FF. W sezonie 1993/1994 występował w szwajcarskim drugoligowcu, Yverdon-Sport FC, a w latach 1994–1995 ponownie grał w Szwecji, w zespole Husqvarna FF.
W 1996 roku Petäjä wrócił do Finlandii. Został zawodnikiem Interu Turku. W 1997 roku spadł z Interem do drugiej ligi Finlandii, a po sezonie zakończył swoją karierę.
| Sezon   | Klub             | Kraj       | Rozgrywki        | Mecze | Bramki |
| ------- | ---------------- | ---------- | ---------------- | ----- | ------ |
| 1980    | Turun Palloseura | Finlandia  | Veikkausliiga    | 3     | 0      |
| 1981    | Turun Palloseura | Finlandia  | Veikkausliiga    | 5     | 0      |
| 1982    | Turun Palloseura | Finlandia  | Veikkausliiga    | 25    | 0      |
| 1983    | Turun Palloseura | Finlandia  | Veikkausliiga    | 29    | 2      |
| 1984    | Turun Palloseura | Finlandia  | Veikkausliiga    | 24    | 1      |
| 1985    | Östers IF        | Szwecja    | Allsvenskan      | 21    | 0      |
| 1986    | Östers IF        | Szwecja    | Allsvenskan      | 22    | 0      |
| 1987    | Östers IF        | Szwecja    | Allsvenskan      | 20    | 0      |
| 1988    | Östers IF        | Szwecja    | Allsvenskan      | 20    | 2      |
| 1989    | Östers IF        | Szwecja    | Superettan       | 24    | 1      |
| 1990    | Östers IF        | Szwecja    | Allsvenskan      | 21    | 0      |
| 1991    | Östers IF        | Szwecja    | Allsvenskan      | 15    | 0      |
| 1992    | Helsingborgs IF  | Szwecja    | Superettan       | 8     | 0      |
| 1992    | Malmö FF         | Szwecja    | Allsvenskan      | 8     | 0      |
| 1993    | Malmö FF         | Szwecja    | Allsvenskan      | 10    | 0      |
| 1993/94 | Yverdon-Sport FC | Szwajcaria | Challenge League | 7     | 0      |
| 1994    | Husqvarna FF     | Szwecja    | Division 2       | ?     | ?      |
| 1995    | Husqvarna FF     | Szwecja    | Division 2       | ?     | ?      |
| 1996    | Inter Turku      | Finlandia  | Veikkausliiga    | 25    | 2      |
| 1997    | Inter Turku      | Finlandia  | Veikkausliiga    | 26    | 1      |

## Kariera reprezentacyjna
W reprezentacji Finlandii Petäjä zadebiutował 4 maja 1983 w przegranym 0:4 meczu eliminacji do Igrzysk Olimpijskich w Los Angeles z Polską. W swojej karierze grał w eliminacjach do Euro 84, MŚ 1986, Euro 88, MŚ 1990, Euro 92 i MŚ 1994. Od 1983 do 1994 roku rozegrał w kadrze narodowej 84 mecze.